# Hyundai Veloster
Hyundai Veloster é um hatchback cupê compacto desportivo fabricado pela Hyundai. Inspirado no conceito Veloster apresentado em 2007, teve início de vendas previsto para o segundo semestre de 2011. Foi lançado em 10 de janeiro de 2011 no salão do automóvel de Detroit. É considerado um carro conceito de três portas e com teto de vidro. Seu nome é resultado da combinação das palavras "velocity" e "roadster", formando "Veloster". A plataforma do carro é baseada na dianteira e rodas do Hyundai Accent e do Hyundai Elantra.
Em Junho de 2012 a Hyundai iniciou a venda do Veloster Turbo nos Estados Unidos. Essa versão conta com o motor 1.6 GDI com injeção direta, oferecendo 204cv (201hp) de potência, além de modificações na parte externa e interna em relação à versão regular.
A versão que se encontra disponível no Brasil conta com motor 1.6 DOHC de 130cv de potência. A Hyundai simplesmente entrou com um carro que tentou mudar o conceito dos hatchs com essa versão coupê de três portas.
Em 2011, no Brasil, a Hyundai e o Grupo Caoa foram denunciados ao Ministério Público de Minas Gerais por possivelmente praticar propagandas enganosas, como declaração da potência do Veloster e outros veículos da montadora.[carece de fontes?]

## Galeria
- Primeira geração (2011-2017)
- Segunda geração (2019-2022)